# کوین بری
کوین بری (انگلیسی: Kevin Berry; ۱۰ آوریل ۱۹۴۵ – ۷ دسامبر ۲۰۰۶) یک شناگر اهل استرالیا بود.
وی در مسابقات کشوری و بین‌المللی در مجموع برندهٔ ۱ مدال طلا، ۱ مدال برنز شده‌است.